# گروه عزریئلی

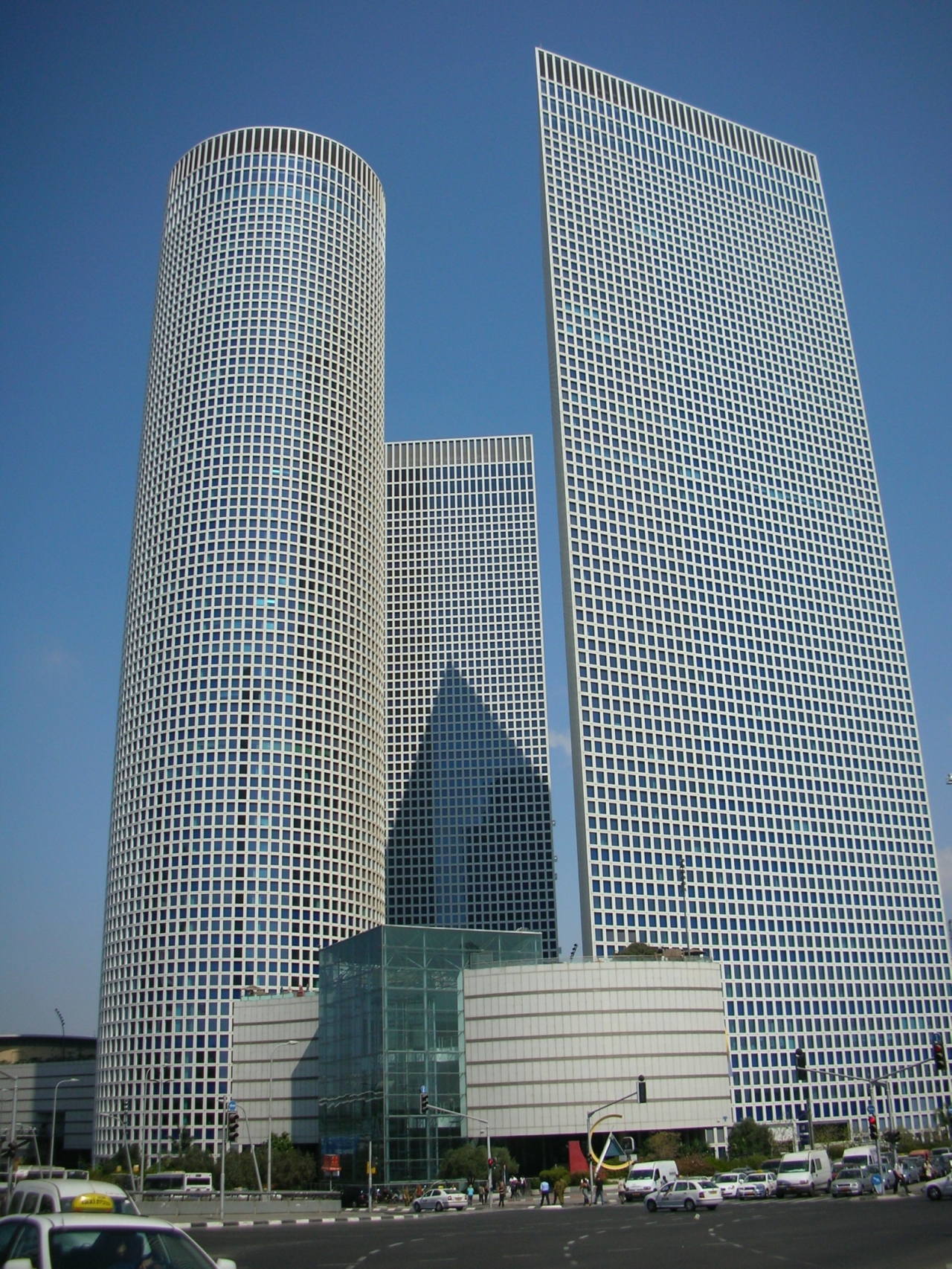
برج‌ها و مرکز خرید عزریئلی در شهر تل‌آویو

گروه عزریئلی (به انگلیسی: Azrieli Group) شرکت املاک و مستغلات اسرائیلی است، که در زمینه مدیریت، ساخت و توسعه مراکز خرید، ساختمان‌های اداری و مسکونی فعالیت می‌کند.
شرکت عزریئلی در سال ۱۹۸۲ توسط معمار و برج‌ساز مشهور اسرائیلی-کانادایی؛ داوید عزریئلی تأسیس شد و در حال حاضر با در اختیار داشتن ۱۳ مرکز خرید و چندین ساختمان اداری و تجاری در کشور اسرائیل، به‌عنوان بزرگترین شرکت املاک این کشور شناخته می‌شود.
دفتر مرکزی این شرکت در شهر تل‌آویو، اسرائیل قرار دارد و بخشی از سهام آن در بازار بورس تل‌آویو معامله می‌شود. شاخه‌ای از گروه عزریئلی نیز در حوزه ارائه خدمات مالی فعال بوده و مالک ۴٫۸ درصد از سهام بانک لومی می‌باشد.